# Ballonulykken ved Luxor 2013
Ballonulykken ved Luxor, som skete 26. feb. 2013 ved 7-tiden lokal tid (kl. 06 dansk tid), kostede 19 passagerer livet og er den mest dødelige ballonflyvnings-ulykke med varmluftsballon nogensinde.
Ulykken med en Ultramagic N-425 varmluftsballon, registreringsnummer SU-283, fra firmaet Sky Cruise, skete vest for Luxor i Egypten, hvor 8 balloner ved daggry var lettet på sightseeingtur med udsigt over Nilen, templerne ved Karnak og Kongernes dal.
Om bord på Sky Cruise SU-283 var en egyptisk ballonskipper, en kvindelig egyptisk guide og 19 turister, heraf 9 fra Hongkong (3 familier på rejse med Kuoni Travel), 4 fra Japan, 4 fra Storbritannien (2 par, hvoraf den ene kvinde var født i Ungarn) og 2 fra Frankrig (en mor med sin 14-årige datter).

## Ulykken
Ifølge øjenvidneberetning fra en nærved værende ballonskipper-kollega Mohamed Youssef, opstod der brand ombord i Sky Cruise ballonen ved afslutningen af dens tur, da ballonen under landing befandt sig i få meters højde og hjælpere på jorden var i færd med at forankre den med en fortøjningsline. Linen skal have viklet sig om en af gasflaskerne og forårsaget en læk og ukontrollabel brand i ballonkurven.
Den 28-årige ballonskipper Momin Mourad Ali, som senere rapporteredes at være forbrændt på 70% af kroppen, var den først snarrådige til at springe ud af kurven for at redde livet, fra ca. 5 meters højde, dernæst den 49-årige brite Michael Rennie, som sprang fra 10-15 meters højde og dernæst den anden britiske mand, som også hårdt kvæstet bragtes til hospitalet i Luxor. Ifølge hospitalslægen må han være faldet fra omkring 50 meters højde, men døde efter 5 timer på operationsbordet.
Af de øvrige ombord sprang ca. 7 i døden fra stor højde. Da ballonen med den brændende ballonkurv efter et par minutter var steget til 300 meters højde eksploderede tilsyneladende den ene gasflaske med et kæmpe brag og ballonen indledte et frit fald.
15 sekunder senere lød et brag fra en eksplosion mere. Redningsarbejderne fandt ligene spredt på nedfaldsstedet, der var en mark med sukkerrør.

## Reaktion
Som reaktion suspenderedes al ballonflyvning indtil videre.
Efter pres genoptoges flyvningen omkring en måned senere, i Luxor dog først i april.
Ifølge forsikringsaftale skulle $ 5.000 udbetales i erstatning pr. person til de efterladte.

## Eksterne links
- Youtube-video - SU-283 før afgang på den skæbnesvangre tur.
- Youtube-video - Styrtet fra 300 meters højde.
- Mindst 19 turister styrter i døden med luftballon - Politiken 26. feb. 2013.
- Øjenvidne: Folk sprang ud af ballon i 7. sals højde - Berlingske 26. feb. 2013.
- Turister dræbt i styrt med varmluftsballon - Ekstrabladet 26. feb. 2013.
- Ballon-turister sprang for livet - Jyllands-Posten 26. feb. 2013.
- Egypten indstiller ballonflyvning i Luxor efter ulykke - DR 26. feb. 2013.
- Luxor har før været ramt af ballonulykker - Politiken 26. feb. 2013.
- Egypten: Intet tegn på noget kriminelt ved ballonulykke - Ekstrabladet 27. feb. 2013.

25°41′41″N 32°34′42″Ø / 25.6947°N 32.5783°Ø